# 黄善恵
黄 善恵（ファン・ソンヒェ、朝鮮語: 황선혜、1954年7月26日 - ）は、大韓民国の淑明女子大学校18代総長。

## 学歴
- 1972年、誠信女子高等学校（朝鮮語版）卒業
- 1976年、淑明女子大学校 英語英文学科

## 経歴
- 2012年9月9日 - 2016年8月 淑明女子大学校 18代 総長